# 大Ω符号
大Ω符号的定义与大O符号的定义类似，但主要区别是，大O符号表示函数在增长到一定程度时总小于一个特定函数的常数倍，大Ω符号则表示总大于。
用数学语言描述即是，{\displaystyle f(\nu )=\Omega [g(\nu )]}若存在{\displaystyle x_{1},\kappa }使得：
对于所有{\displaystyle \forall x>x_{1},f(x)>\kappa g(x)}.

## 特性
大Ω符号与大O符号正好相反，即：{\displaystyle {\begin{cases}f(\nu )=\mathrm {O} [g(\nu )]\\g(\nu )=\Omega [f(\nu )]\end{cases}}}。